# 리철만
리철만(1968년 ~ )은 조선민주주의인민공화국의 정치인이다. 조선로동당 중앙위원회 위원 겸 당 중앙정치국원이다.

## 경력
1968년 태어났다. 2005년 평안북도 농촌경리위원회 부위원장을 거쳐 2010년 7월 위원장으로 승진했다. 2012년 4월 내각 부총리직에 올랐고, 2013년 4월 내각 부총리 겸 농업상에 임명되었다.
2016년 5월, 조선로동당 중앙위원회 위원 겸 새로 신설된 조선로동당 중앙정무국 농업부 부장에 임명되었다.

## 최고인민회의 대의원
2009년 3월, 최고인민회의 제12기 대의원과 2014년 3월 제13기 대의원을 지냈다.